# ダイアモンド (ハーブ・アルパートの曲)
「ダイアモンド」(Diamonds)は、ハーブ・アルパートの楽曲。

## 概要
- 本曲は26枚目のスタジオ・アルバム『キープ・ユア・アイ・オン・ミー』から2枚目のシングルとしてリリースされた。
- ジャネット・ジャクソンがメイン・ヴォーカルを務めているほか、リサ・キース（英語版）がバッキング・ヴォーカルを担当している。

## 収録曲
日本盤 7" シングル
1. ダイアモンド
2. 白い渚のブルース

日本盤 マキシ・シングル
1. ダイアモンド（クール・サマー・ミックス）
2. ダイアモンド（クール・サマー・ダンス・ミックス）
3. ダイアモンド（クール・サマー・インストゥルメンタル）
4. ダイアモンド（クール・サマー・ダブ・ヴァージョン）
5. ダイアモンド（クール・サマー・7インチ・エディット）
6. ダイアモンド（ダンス・ミックス）
7. ダイアモンド（インストゥルメンタル）
8. ダイアモンド（ビート・ダブ・アカペラ）